# フォー・コーナー・ハスラーズ
フォー・コーナー・ハスラーズ（英文表記:Four Corner Hustlers）はアメリカ合衆国イリノイ州シカゴに拠点を置くストリートギャング。4CHとも呼ばれる。五芒星、ブラック・ダイアモンドをシンボルとし、黒色と金色、もしくは黒色と赤色をシンボルカラーとしている。
シカゴの二大ストリートギャング同盟の一つピープル・ネーションに所属している。ヴァイス・ローズとは設立時から同盟関係にあるとされる。

## 歴史

### 結成
1968年、シカゴ・ウエストサイドのウエスト・ガーフィールド・パークにてアンノウン・ヴァイス・ローズの元メンバーのウォルター・"キング・ウィート"・ウィートを中心とした7人のメンバーによって設立された。結成当初から非常に暴力的なギャングとして恐れられていたが、麻薬の売買、使用は厳格に禁じ、トラック強盗を生業としつつ縄張りを守るための組織であったという。
1972年に設立メンバーの一人フレディ・ゲージが警官に対する殺人未遂で逮捕され、更に1975年にウィートも逮捕されると、残されたメンバーは徐々にヘロインの取引を始めるようになる。1978年にピープル・ネーションが設立されると、ストリートでの麻薬取引の利権拡大及び刑務所内での他ギャングからの攻撃から身を守るためフォー・コーナー・ハスラーズも同盟に加入、ヴァイス・ローズの傘下団体の地位に収まる事になる。

### 勢力の拡大
やがて1980年代に入りクラック・ブームが到来すると組織はモンロー・バンクスの元で大々的に麻薬取引に着手、勢力を拡大しメンバー数は千人に達する。1980年代半ばにゲージが刑務所内にて死去、その後ウィートが出所するがバンクス指揮下の組織と設立メンバーには摩擦が生じており、ウィートも一線を退いた形になる。しかしバンクスが1991年に麻薬関連のトラブルでブラック・ソウルズによって殺害されると、ウィートの義理の息子アンジェロ・ロバーツが組織の新しいリーダーとなる。ウィートは自身らの支配の及びやすい緩やかな組織とする事を望んだが、ロバーツはヒスパニック支部の設立や大規模な麻薬ネットワークの構築、更にはかつて自身が投獄された事を恨み警察署をロケットランチャーで襲撃しようとするなど次第に過激な行動や組織運営を行うようになる。1994年、ウィートがかねてより組織運営の方向性について険悪な関係に陥っていたロバーツの配下の手により射殺されると、翌1995年にはロバーツ自身も恐らくウィート派のメンバーの報復によって殺害されている。

### 現在
ロバーツの死後、レイ・ロングストリートが新たなリーダーとなり組織を拡大して行く。現在ではヴァイス・ローズから独立した組織として活動しており、多少の小競り合いはあるものの友好的な関係を保っている。最盛期には1万人以上のメンバーを抱えていたとされ、現在も6千人を超えるメンバー数を誇っている。